# Leonárdo Koútris
Leonárdo Koútris (grec moderne : Λεονάρντο Κούτρης), né le 23 juillet 1995 à Ribeirão Preto, est un footballeur international grec qui évolue au poste d'arrière gauche au Pogoń Szczecin.

## Biographie

### Ergotelis
Né à Ribeirão Preto, au Brésil, Koútris commence sa carrière au sein d'une équipe amateur locale de Rhodes, Niki Rodos, où il est repéré par le club de Super League Ergotelis en 2011. Le 28 janvier 2013, il signe son premier contrat professionnel avec le club et fait ses débuts en tant que remplaçant lors d'un match contre l'Olympiakos le 1er décembre 2013 . Déjà international avec les équipes grecques des moins de 19 ans et espoirs et considéré comme l'un des plus grands talents d'Ergotelis, il renouvelle son contrat avec le club le 5 juin 2014.
Après la relégation d'Ergotelis à l'été 2015 et malgré l'intérêt rapporté du géant grec Panathinaïkos, Koútris est l'un des 17 joueurs à faire partie de l'effectif du club jusqu'à la toute fin en janvier 2016, lorsque Ergotelis se retire de toutes compétitions professionnelles et libère tous les joueurs de leurs contrats.

### PAS Giannina
Libre, Koútris signe un contrat de trois ans avec le club de Super League grecque du PAS Giannina le 26 janvier 2016. Il marque son premier but pour le club le 21 juillet 2016, lors de ses débuts en Europe, marquant un but à l'extérieur décisif en prolongation contre le club norvégien d'Odds BK lors du troisième tour de qualification de la Ligue Europa 2016-2017. Ce but permet à son club de se qualifier pour le tour suivant pour la première fois de son histoire.

### Olympiakos
Le 25 juillet 2017, il fait ses débuts avec l'Olympiakos lors d'un match remporté 3-1 à l'extérieur en Coupe d'Europe contre le Partizan Belgrade. Il dispute tous les matchs européens du club et aide l'Olympiakos à atteindre la phase de groupes de la Ligue des champions. Le 9 septembre 2017, il fait ses débuts avec le club en Super League lors d'un match nul 1 à 1 contre Xanthi. Selon diverses sources, l'Eintracht Frankfurt et le Benfica surveillent de près l'arrière gauche de l'Olympiakos. Les géants grecs sont conscients de l'intérêt que lui portent ses services et travaillent pour lui proposer un nouveau contrat,. Le 18 novembre 2017, il marque son premier but avec le club, scellant une victoire à domicile sur le score de 2–1 en Super League contre Levadiakos ;  il est élu homme du match.
Au mois de janvier 2020, Koútris est prêté pour le reste de la saison au club isulaire espagnol du RCD Majorque. Après deux matchs disputés, l'expérience ibérique du défenseur tourne court en raison d'une grave blessure au ligament croisé antérieur du genou qui l'écarte de la compétition pour au moins six mois.

### Carrière internationale
Le 9 novembre 2018, le nouvel entraîneur grec Angelos Anastasiadis convoque l'arrière gauche Koútris pour le match contre la Finlande et l'Estonie pour le compte de la Ligue des nations. Le 15 novembre 2018, il fait ses débuts à domicile contre la Finlande.

### Vie privée
Koútris a la nationalité grecque et brésilienne, étant né d'un père grec et d'une mère brésilienne.

## Palmarès
Olympiakos
- Championnat de Grèce
  - Vice-champion : 2019